# Katedrální škola

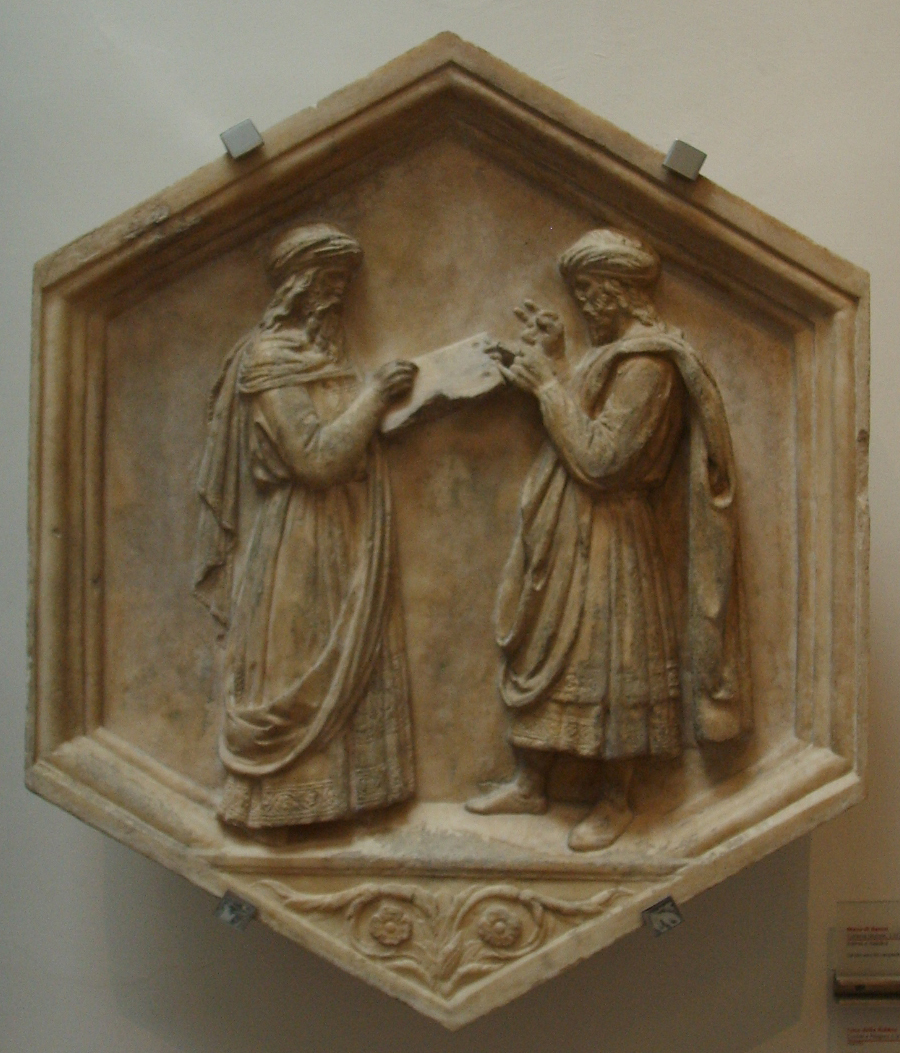
Eukleidés a Pythagoras, neboli geometrie a aritmetika, dlaždice Giottovy zvonice, autor Luca della Robbia

Katedrální školy, též biskupské či klášterní školy (latinsky scholae catherdales) byly středověké vzdělávací instituce, působící v mnoha evropských městech, zejména mezi 6. a 12. stoletím. Byly zakládány zejména při opatstvích, klášterech a katedrálách a vedli je zpravidla mniši či řeholníci.

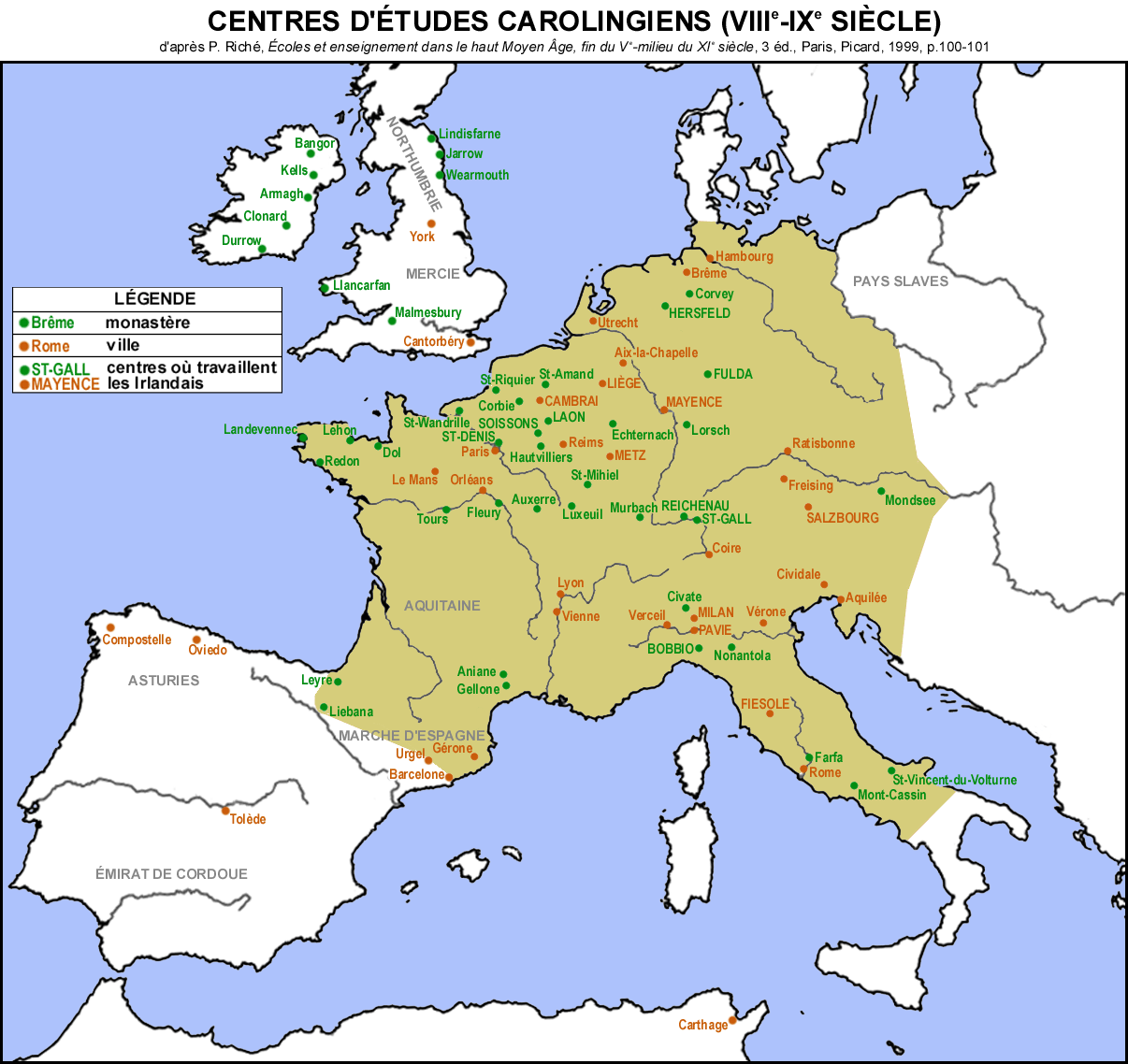
Studijní centra v 8. a 9. století: klášterní školy v zelené barvě, biskupské školy v oranžové barvě, klášterní nebo biskupská centra irské školy velkými písmeny.

Konec římské říše přinesl také konec veřejných vzdělávacích institucí, zejména obecních škol. Stejně jako v jiných oblastech tuto prázdnotu zaplnily církevní instituce. Jako první se objevily farní školy, které jsou doloženy nejpozději od 6. století. Biskupské či katedrální školy vznikaly především pro výchovu duchovenstva v době, kdy ještě nebyly kněžské semináře, byly však otevřeny i laikům.
Nejdůležitějšími raně středověkými vzdělávacími institucemi byly královské klášterní školy. Nejstarší z nich byly založeny a provozovány irskými mnichy, kteří zavedli knihovny s pergamenovými kodexy. V Itálii v roce 614 bylo založeno opatství sv. Kolombána v Bobbiu, které se svou knihovnou, skriptoriem a školou bylo jedním z nejdůležitějších klášterních kulturních center středověké Evropy. V cenobiích byly často dvě různé školy - vnitřní pro novice a vnější pro laiky.  V klášterních školách se dalo naučit číst, psát a počítat. V závislosti na epoše a místě bylo poté možné ukončit studium, nebo pokračovat ve studiu v oborech farmakologie-bylinná medicína a lékařství, hudba, astronomie, logika, rétorika ad.
Tyto školy byly základem kulturního oživení scholastické filozofie a bezprostředně předcházely zakládání středověkých univerzit, například ze společenství při pařížské katedrální škole vznikla v druhé polovině 12. století Pařížská univerzita.

## Vyučovací disciplíny

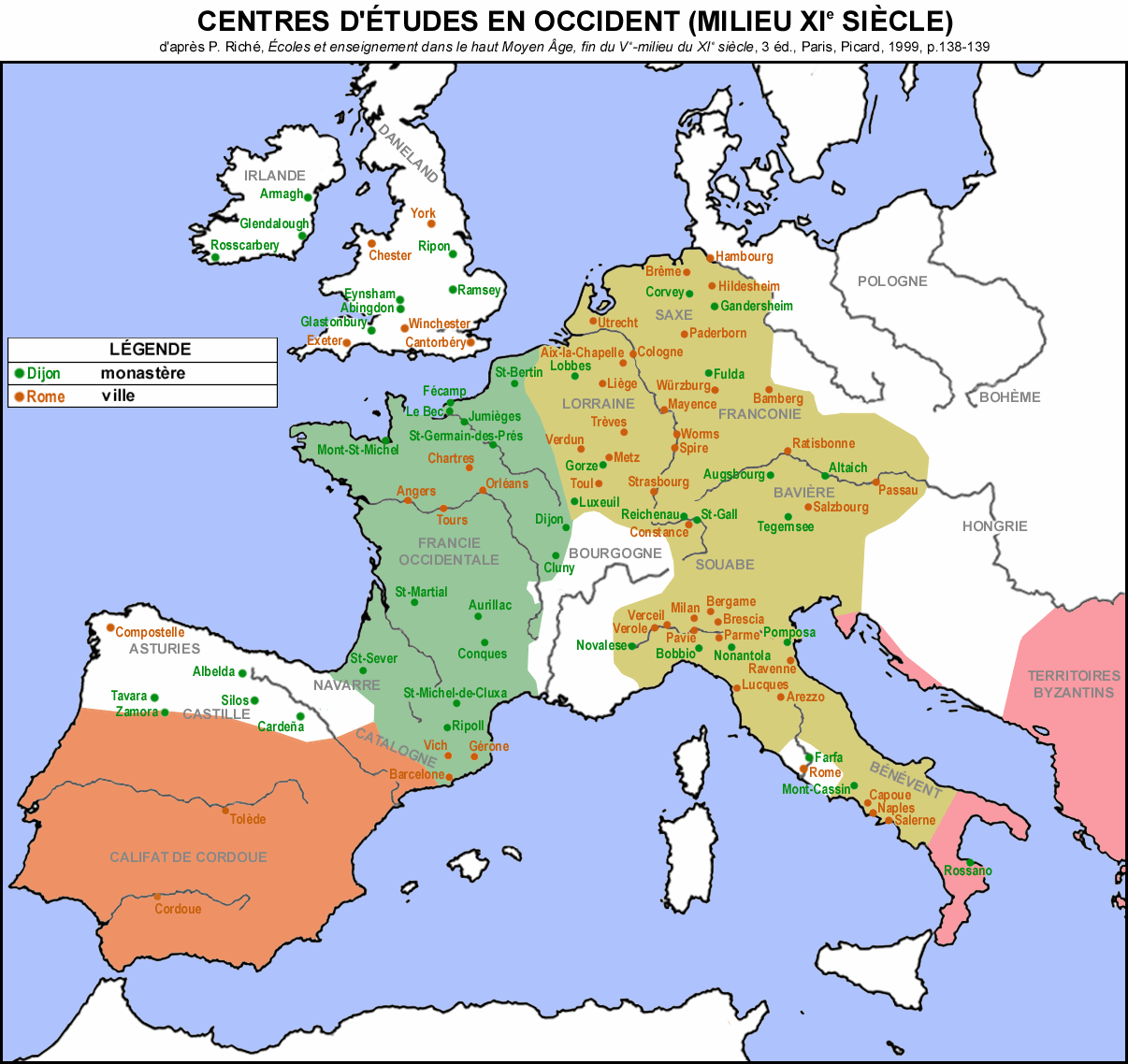
Studijní střediska v polovině 11. století: klášterní školy zeleně, biskupské školy oranžově.

V katedrálních školách se vyučovaly disciplíny sedmi svobodných umění organizované podle díla pozdně římského filosofa Martiana Capelly a později rozdělené do dvou skupin: trivium a kvadrivium.
Trivium zahrnovalo tři filozoficko-literární disciplíny:
1. Gramatika nebo latinský jazyk
2. Rétorika, tedy umění napsat projev a mluvit na veřejnosti
3. Dialektika, čili filosofie

Kvadrivium sestávalo čtyř matematických disciplín:
1. Aritmetika
2. Geometrie
3. Astronomie
4. Hudba

K těmto předmětům je třeba přidat výuku přírodních věd praktikovanou studiem Plinia staršího Naturalis historia.